# ヨアン・マエストリ
ヨアン・マエストリ（Yoann Maestri、1988年1月14日 - ）は、ジャパンラグビーリーグワン豊田自動織機シャトルズ愛知に所属するラグビーユニオン選手。

## プロフィール
- フランス・イエール出身。
- ポジションはロック(LO)。
- 身長 202 cm、体重 119 kg
- フランス代表キャップは65（2021年1月現在）でラグビーワールドカップ2015のフランス代表に選ばれた[1]。

## 略歴
RCトゥーロン、トゥールーズを経て、2018年、スタッド・フランセに加入。
2019年、スタッド・フランセの主将に就任した。
2022年、豊田自動織機シャトルズ愛知に加入。同年12月18日に行われたJAPAN RUGBY LEAGUE ONE第1節清水建設江東ブルーシャークス戦にて先発出場で日本での公式戦初出場を果たした。